# Allsvenskan i bandy 2008/2009
Allsvenskan i bandy 2008/2009 var Sveriges näst högsta division i bandy för herrar säsongen 2008/2009. 18 omgångar spelades i de tre geografiskt indelade grupperna under perioden 14 november 2008-22 februari 2009 .
Serieindelningen fastställdes den 12 maj 2008 av Svenska Bandyförbundets tävlingskommitté . I juni 2008 drog sig BK Derby ur grund av brist på starkt spelarmaterial dra sig ur Allsvenskan, som inför säsongen 2007/2008 blivit Sveriges andradivision, för att istället spela i Division 1. Tranås BoIS tog friplatsen, men hamnade i den mellersta serien .

## Sluttabeller

### Allsvenskan norra
Spelas 14 november 2008-22 februari 2009.
| Nr | Lag                 | S  | V  | O | F  | +/-      | P  |
| -- | ------------------- | -- | -- | - | -- | -------- | -- |
| 1  | Haparanda-Torneå PV | 18 | 16 | 0 | 2  | 152 - 33 | 32 |
| 2  | Falu BS             | 18 | 14 | 0 | 4  | 148 - 58 | 28 |
| 3  | Kalix Bandy         | 18 | 14 | 0 | 4  | 132 - 56 | 28 |
| 4  | Skutskärs IF        | 18 | 13 | 0 | 5  | 111 - 78 | 26 |
| 5  | Ljusdals BK         | 18 | 8  | 3 | 7  | 88 - 93  | 19 |
| 6  | Söderfors GoIF      | 18 | 6  | 1 | 11 | 68 - 122 | 13 |
| 7  | Selånger SK Bandy   | 18 | 6  | 1 | 11 | 73 - 133 | 13 |
| 8  | UNIK BK             | 18 | 4  | 1 | 13 | 63 - 140 | 9  |
| 9  | Karlsborgs BK       | 18 | 3  | 0 | 15 | 76 - 130 | 6  |
| 10 | Nyborgs SK          | 18 | 2  | 2 | 14 | 71 - 139 | 6  |

### Allsvenskan mellersta
Spelas 15 november 2008-21 februari 2009.
| Nr | Lag                    | S  | V  | O | F  | +/-      | P  |
| -- | ---------------------- | -- | -- | - | -- | -------- | -- |
| 1  | Tillberga IK           | 18 | 15 | 2 | 1  | 148 - 62 | 32 |
| 2  | Katrineholm Värmbol BS | 18 | 13 | 1 | 4  | 111 - 67 | 27 |
| 3  | Finspångs AIK          | 18 | 12 | 1 | 5  | 104 - 67 | 25 |
| 4  | IF Boltic              | 18 | 11 | 2 | 5  | 117 - 92 | 24 |
| 5  | Tranås BoIS            | 18 | 7  | 4 | 7  | 80 - 72  | 18 |
| 6  | Västanfors IF          | 18 | 8  | 2 | 8  | 72 - 69  | 18 |
| 7  | Köpings IS             | 18 | 7  | 3 | 8  | 88 - 94  | 17 |
| 8  | Gustavsbergs IF        | 18 | 3  | 1 | 14 | 67 - 106 | 7  |
| 9  | Helenelunds IK         | 18 | 3  | 0 | 15 | 62 - 124 | 6  |
| 10 | Slottsbrons IF         | 18 | 2  | 2 | 14 | 63 - 159 | 6  |

### Allsvenskan södra
Spelas 15 november 2008-21 februari 2009.
| Nr | Lag                | S  | V  | O | F  | +/-      | P  |
| -- | ------------------ | -- | -- | - | -- | -------- | -- |
| 1  | GAIS Bandy         | 18 | 12 | 3 | 3  | 90 - 56  | 27 |
| 2  | Lidköpings AIK     | 18 | 13 | 1 | 4  | 109 - 76 | 27 |
| 3  | Ale-Surte BK       | 18 | 11 | 1 | 6  | 92 - 65  | 23 |
| 4  | Frillesås BK       | 18 | 9  | 3 | 6  | 101 - 62 | 21 |
| 5  | IF Stjärnan        | 18 | 9  | 2 | 7  | 73 - 70  | 20 |
| 6  | Nässjö IF          | 18 | 9  | 2 | 7  | 55 - 52  | 20 |
| 7  | Otterbäckens BK    | 18 | 7  | 0 | 11 | 68 - 93  | 14 |
| 8  | Jönköping Bandy IF | 18 | 6  | 1 | 11 | 75 - 77  | 13 |
| 9  | Tjust BK           | 18 | 3  | 2 | 13 | 68 - 112 | 8  |
| 10 | Blåsut BK          | 18 | 3  | 1 | 14 | 63 - 131 | 7  |

## Seriematcherna

### Norrgruppen
| - 14 november 2008 Kalix Bandy-Karlsborgs BK 9-3 - 15 november 2008 Nyborgs SK-Haparanda Tornio BK 5-17 - 15 november 2008 Selånger SK-Ljusdals BK 4-4 - 15 november 2008 Söderfors GoIF-Skutskärs IF 7-3 - 15 november 2008 UNIK BK-Falu BS 2-8 - 19 november 2008 Haparanda Tornio-Kalix 6-1 - 22 november 2008 Selånger-Falun 4-5 - 22 november 2008 UNIK-Haparanda Tornio 3-12 - 22 november 2008 Nyborg-Söderfors 4-6 - 23 november 2008 Ljusdal-Haparanda Tornio 1-3 - 23 november 2008 Karlsborg-Söderfors 6-7 - 26 november 2008 Skutskär-UNIK 10-4 - 29 november 2008 Haparanda Tornio-Skutskär 10-3 - 29 november 2008 Ljusdal-Kalix 4-7 - 29 november 2008 Söderfors-Falun 1-13 - 29 november 2008 UNIK-Selånger 5-4 - 30 november 2008 Karlsborg-Skutskär 1-4 - 30 november 2008 Selånger-Kalix 5-8 - 5 december 2008 Falun-Skutskär 5-7 - 5 december 2008 Selånger-Söderfors 8-4 - 6 december 2008 Karlsborg-Nyborg 10-3 - 13 december 2008 Falun-Selånger 15-0 - 13 december 2008 Karlsborg-Ljusdal 3-9 - 13 december 2008 Skutskär-Kalix 5-6 - 13 december 2008 Söderfors-Haparanda Tornio 1-11 - 13 december 2008 Nyborg-UNIK 9-5 - 14 december 2008 Karlsborg-UNIK 10-5 - 14 december 2008 Nyborg-Ljusdal 3-3 - 14 december 2008 Selånger-Haparanda Tornio 0-9 - 14 december 2008 Söderfors-Kalix 4-3 - 17 december 2008 Falun-Ljusdal 6-3 - 20 december 2008 Skutskär-Falun 5-4 - 20 december 2008 Kalix-Selånger 12-2 - 21 december 2008 Nyborg-Selånger 5-7 - 26 december 2008 Falun-UNIK 13-3 - 26 december 2008 Haparanda Tornio-Karlsborg 8-2 - 26 december 2008 Ljusdal-Selånger 9-2 - 26 december 2008 Nyborg-Kalix 3-11 - 26 december 2008 Skutskär-Söderfors 5-3 | - 28 december 2008 UNIK-Söderfors 9-5 - 3 januari 2009 Ljusdal-Nyborg 7-4 - 3 januari 2009 Skutskär-Karlsborg 7-3 - 3 januari 2009 UNIK-Kalix 2-6 - 4 januari 2009 Falun-Kalix 7-3 - 4 januari 2009 Selånger-Nyborg 8-5 - 4 januari 2009 Söderfors-Karlsborg 6-1 - 7 januari 2009 Falun-Söderfors 9-1 - 7 januari 2009 Kalix-Haparanda Tornio 2-4 - 10 januari 2009 Falun-Haparanda Tornio 3-5 - 10 januari 2009 Ljusdal-UNIK 9-1 - 10 januari 2009 Söderfors-Selånger 4-6 - 11 januari 2009 Skutskär-Haparanda 5-3 - 14 januari 2009 Haparanda Tornio-Nyborg 8-0 - 14 januari 2009 Ljusdal-Skutskär 2-9 - 16 januari 2009 Söderfors-Ljusdal 2-8 - 17 januari 2009 UNIK-Skutskär 3-8 - 21 januari 2009 Karlsborg-Kalix 0-9 - 24 januari 2009 Karlsborg-Haparanda Tornio 1-7 - 24 januari 2009 Ljusdal-Söderfors 4-3 - 24 januari 2009 Nyborg-Falun 3-11 - 24 januari 2009 Selånger-Skutskär 5-8 - 25 januari 2009 Karlsborg-Falun 3-11 - 28 januari 2009 Kalix-Nyborg 5-4 - 31 januari 2009 Falun-Karlsborg 11-3 - 31 januari 2009 Skutskär-Selånger 8-4 - 31 januari 2009 Söderfors-Nyborg 5-5 - 31 januari 2009 UNIK-Ljusdal 4-4 - 1 februari 2009 Falun-Nyborg 10-3 - 1 februari 2009 UNIK-Karlsborg 3-8 - 7 februari 2009 Haparanda Tornio-Selånger 18-0 - 7 februari 2009 Kalix-Ljusdal 10-0 - 7 februari 2009 Söderfors-UNIK 5-4 - 8 februari 2009 Haparanda Tornio-Ljusdal 7-1 - 8 februari 2009 Karlsborg-Selånger 3-6 - 11 februari 2009 Nyborg-Karlsborg 7-5 - 11 februari 2009 Selånger-UNIK 1-7 - 14 februari 2009 Kalix-UNIK 14-0 - 14 februari 2009 Ljusdal-Falun 4-11 - 14 februari 2009 Nyborg-Skutskär 3-7 - 15 februari 2009 Haparanda Tornio-UNIK 12-0 - 15 februari 2009 Kalix-Skutskär 7-2 - 21 februari 2009 Haparanda Tornio-Söderfors 9-1 - 21 februari 2009 Kalix-Falun 5-2 - 21 februari 2009 Ljusdal-Karlsborg 11-10 - 21 februari 2009 Skutskär-Nyborg 11-3 - 22 februari 2009 Haparanda Tornio-Falun 3-4 - 22 februari 2009 Kalix-Söderfors 14-3 - 22 februari 2009 Selånger-Karlsborg 7-4 - 22 februari 2009 Skutskär-Ljusdal 4-5 - 22 februari 2009 UNIK-Nyborg 3-2 |

### Mellangruppen
| - 15 november 2008 Gustavsbergs IF-Västanfors IF 2-4 - 15 november 2008 Helenelunds IK-Tillberga Bandy 0-13 - 15 november 2008 Tranås BoIS-Köpings IS 2-2 - 15 november 2008 IF Boltic-Katrineholm Värmbol BS 1-4 - 16 november 2008 Slottsbrons IF-Finspångs AIK 2-7 - 22 november 2008 Finspång-Gustavsberg 9-4 - 22 november 2008 Västanfors-Boltic 4-4 - 22 november 2008 Katrineholm Värmbol-Tranås 7-3 - 22 november 2008 Köping-Helenelund 6-1 - 22 november 2008 Tillberga-Slottsbron 13-5 - 28 november 2008 Slottsbron-Köping 5-11 - 29 november 2008 Finspång-Västanfors 1-6 - 29 november 2008 Gustavsberg-Tillberga 3-7 - 29 november 2008 Helenelund-Katrineholm Värmbol 6-8 - 29 november 2008 Tranås-Boltic 3-4 - 3 december 2008 Boltic-Helenelund 9-4 - 3 december 2008 Katrineholm Värmbol-Slottsbron 14-5 - 3 december 2008 Köping-Gustavsberg 6-6 - 3 december 2008 Tillberga-Finspång 5-7 - 3 december 2008 Västanfors-Tranås 1-1 - 6 december 2008 Finspång-Köping 5-1 - 6 december 2008 Gustavsberg-Katrineholm Värmbol 3-4 - 6 december 2008 Helenelund-Tranås 5-11 - 13 december 2008 Västanfors-Helenelund 4-1 - 13 december 2008 Boltic-Gustavsberg 8-4 - 13 december 2008 Katrineholm Värmbol-Finspång 5-2 - 13 december 2008 Köping-Tillberga 3-6 - 14 december 2008 Tranås-Slottsbron 8-4 - 17 december 2008 Tillberga-Boltic 8-3 - 20 december 2008 Finspång-Boltic 5-7 - 20 december 2008 Gustavsberg-Tranås 5-4 - 20 december 2008 Slottsbron-Helenelund 5-3 - 20 december 2008 Köping-Västanfors 4-7 - 20 december 2008 Tillberga-Katrineholm Värmbol 7-2 - 26 december 2008 Helenelund-Gustavsberg 6-5 - 26 december 2008 Boltic-Slottsbron 10-2 - 26 december 2008 Katrineholm Värmbol-Köping 6-3 - 26 december 2008 Tranås-Finspång 3-5 - 26 december 2008 Västanfors-Tillberga 3-8 - 30 december 2008 Finspång-Tranås 5-6 - 30 december 2008 Köping-Värmbol Katrineholm 3-4 - 31 december 2008 Gustavsberg-Helenelund 2-3 - 31 december 2008 Slottsbron-Boltic 3-10 - 31 december 2008 Tillberga-Västanfors 8-3 | - 6 januari 2009 Gustavsberg-Slottsbron 5-6 - 6 januari 2009 Helenelund-Finspång 2-7 - 6 januari 2009 Boltic-Köping 12-2 - 6 januari 2009 Västanfors-Katrineholm Värmbol 3-5 - 6 januari 2009 Tillberga-Tranås 9-3 - 10 januari 2009 Finspång-Helenelund 3-2 - 10 januari 2009 Slottsbron-Gustavsberg 4-8 - 10 januari 2009 Tranås-Tillberga 3-6 - 10 januari 2009 Katrineholm Värmbol-Västanfors 8-2 - 10 januari 2009 Köping-Boltic 8-7 - 14 januari 2009 Boltic-Finspång 6-9 - 17 januari 2009 Helenelund-Slottsbron 9-4 - 17 januari 2009 Tranås-Gustavsberg 4-1 - 17 januari 2009 Västanfors-Köping 1-3 - 17 januari 2009 Katrineholm/Värmbol-Tillberga 4-5 - 24 januari 2009 Finspång-Katrineholm Värmbol 5-2 - 24 januari 2009 Gustavsberg-Boltic 3-6 - 24 januari 2009 Helenelund-Västanfors 3-4 - 24 januari 2009 Slottsbron-Tranås 3-3 - 27 januari 2009 Tillberga-Köping 11-6 - 31 januari 2009 Tranås-Helenelund 9-2 - 31 januari 2009 Västanfors-Slottsbron 11-2 - 31 januari 2009 Boltic-Tillberga 4-12 - 31 januari 2009 Katrineholm Värmbol-Gustavsberg 7-3 - 31 januari 2009 Köping-Finspång 2-5 - 4 februari 2009 Finspång-Tillberga 4-4 - 4 februari 2009 Gustavsberg-Köping 4-6 - 4 februari 2009 Helenelund-Boltic 5-7 - 4 februari 2009 Slottsbron-Katrineholm Värmbol 4-19 - 4 februari 2009 Tranås-Västanfors 3-2 - 7 februari 2009 Västanfors-Finspång 5-4 - 7 februari 2009 Katrineholm Värmbol-Helenelund 6-2 - 7 februari 2009 Köping-Slottsbron 10-4 - 7 februari 2009 Tillberga-Gustavsberg 10-2 - 8 februari 2009 Boltic-Tranås 6-5 - 14 februari 2009 Gustavsberg-Finspång 3-10 - 14 februari 2009 Helenelund-Köping 4-8 - 14 februari 2009 Slottsbron-Tillberga 3-3 - 14 februari 2009 Tranås-Katrineholm Värmbol 5-1 - 14 februari 2009 Boltic-Västanfors 8-5 - 18 februari 2009 Slottsbron-Västanfors 3-3 (Västanfors tilldömdes segern med 5-0 då Slottsbron anklagade dem för att ha använt en vid matchtillfället icke-spelklar spelare) - 21 februari 2009 Finspång-Slottsbron 10-2 - 21 februari 2009 Katrineholm Värmbol-Boltic 5-5 - 21 februari 2009 Köping-Tranås 4-4 - 21 februari 2009 Tillberga-Helenelund 13-4 - 21 februari 2009 Västanfors-Gustavsberg 2-4 |

### Södergruppen
| - 15 november 2008 GAIS Bandy-Lidköpings AIK 7-5 - 15 november 2008 Tjust IF-Ale Surte BK 4-6 - 15 november 2008 IF Stjärnan-Blåsut 3-3 - 15 november 2008 Jönköping bandy-Frillesås BK 0-5 - 21 november 2008 Jönköping-Stjärnan 5-2 - 22 november 2008 Ale Surte-Otterbäckens BK 10-1 - 22 november 2008 Blåsut-GAIS 1-5 - 22 november 2008 Lidköping-Tjust 7-5 - 23 november 2008 Nässjö IF-Frillesås 4-3 - 28 november 2008 Frillesås-Ale Surte 3-4 - 28 november 2008 Stjärnan-Nässjö 5-3 - 29 november 2008 Tjust-Otterbäcken 8-5 - 29 november 2008 GAIS-Jönköping 4-3 - 29 november 2008 Lidköping-Blåsut 11-7 - 5 december 2008 Nässjö-GAIS 4-3 - 6 december 2008 Ale Surte-Stjärnan 7-3 - 6 december 2008 Blåsut-Tjust 8-4 - 6 december 2008 Jönköping-Lidköping 2-7 - 6 december 2008 Otterbäcken-Frillesås 3-8 - 9 december 2008 Otterbäcken-Nässjö 3-4 - 13 december 2008 Blåsut-Jönköping 2-9 - 13 december 2008 Tjust-Frillesås 4-4 - 13 december 2008 GAIS-Ale Surte 5-5 - 13 december 2008 Stjärnan-Otterbäcken 7-6 - 13 december 2008 Lidköping-Nässjö 5-0 - 19 december 2008 Jönköping-Tjust 4-5 - 20 december 2008 Ale Surte-Lidköping 9-0 - 20 december 2008 Nässjö-Blåsut 4-0 - 20 december 2008 Otterbäcken-GAIS 5-6 - 21 december 2008 Frillesås-Stjärnan 2-3 - 26 december 2008 GAIS-Frillesås 4-5 - 26 december 2008 Jönköping-Nässjö 3-6 - 26 december 2008 Tjust-Stjärnan 3-5 - 26 december 2008 Lidköping-Otterbäcken 10-4 - 27 december 2008 Blåsut-Ale Surte 5-4 - 3 januari 2009 Ale Surte-Jönköping 8-2 - 3 januari 2009 Frillesås-Lidköping 10-4 - 3 januari 2009 Otterbäcken-Blåsut 3-8 - 3 januari 2009 Tjust-Nässjö 0-4 - 3 januari 2009 Stjärnan-GAIS 0-0 - 9 januari 2009 Nässjö-Otterbäcken 2-3 - 10 januari 2009 Ale Surte-Tjust 8-2 - 10 januari 2009 Blåsut-Stjärnan 6-9 - 10 januari 2009 Frillesås-Jönköping 7-4 - 10 januari 2009 Lidköping-GAIS 3-4 | - 14 januari 2009 Otterbäcken-Ale Surte 4-3 - 16 januari 2009 Stjärnan-Jönköping 4-1 - 17 januari 2009 Tjust-Lidköping 2-14 - 17 januari 2009 GAIS-Blåsut 11-2 - 18 januari 2009 Frillesås-Nässjö 1-1 - 21 januari 2009 Ale Surte-Frillesås 5-3 - 21 januari 2009 Blåsut-Lidköping 3-5 - 21 januari 2009 Nässjö-Stjärnan 2-5 - 21 januari 2009 Otterbäcken-Tjust 5-4 - 24 januari 2009 Frillesås-Otterbäcken 4-3 - 24 januari 2009 Tjust-Blåsut 10-3 - 24 januari 2009 GAIS-Nässjö 4-4 - 24 januari 2009 Stjärnan-Ale Surte 6-2 - 27 januari 2009 Jönköping-GAIS 6-3 - 30 januari 2009 Jönköping-Blåsut 10-2 - 31 januari 2009 Ale Surte-GAIS 3-6 - 31 januari 2009 Frillesås-Tjust 5-5 - 31 januari 2009 Nässjö-Lidköping 3-4 - 31 januari 2009 Otterbäcken-Stjärnan 4-3 - 3 februari 2009 Lidköping-Jönköping 5-5 - 7 februari 2009 Blåsut-Nässjö 1-3 - 7 februari 2009 Tjust-Jönköping 0-6 - 7 februari 2009 GAIS-Otterbäcken 2-1 - 7 februari 2009 Stjärnan-Frillesås 2-4 - 7 februari 2009 Lidköping-Ale Surte 7-4 - 10 februari 2009 Ale Surte-Blåsut 6-4 - 10 februari 2009 Frillesås-GAIS 3-7 - 11 februari 2009 Stjärnan-Tjust 9-4 - 11 februari 2009 Nässjö-Jönköping 1-4 - 11 februari 2009 Otterbäcken-Lidköping 2-4 - 14 februari 2009 Blåsut-Otterbäcken 4-5 - 14 februari 2009 Jönköping-Ale Surte 4-5 - 14 februari 2009 Nässjö-Tjust 5-4 - 14 februari 2009 GAIS-Stjärnan 4-2 - 14 februari 2009 Lidköping-Frillesås 5-4 - 21 februari 2009 Ale Surte-Nässjö 2-4 - 21 februari 2009 Frillesås-Blåsut 22-3 - 21 februari 2009 Stjärnan-Lidköping 2-5 - 21 februari 2009 Otterbäcken-Jönköping 6-4 - 21 februari 2009 Tjust-GAIS 4-9 |